# Dermacentor pavlovskyi
Dermacentor pavlovskyi är en fästingart som beskrevs av Olenev 1927. Dermacentor pavlovskyi ingår i släktet Dermacentor och familjen hårda fästingar. Inga underarter finns listade i Catalogue of Life.